# Laccophilus planodes
Laccophilus planodes är en skalbaggsart som beskrevs av Guignot 1955. Laccophilus planodes ingår i släktet Laccophilus och familjen dykare. Inga underarter finns listade i Catalogue of Life.